# Statue de l'archange saint Michel
La statue de l'archange saint Michel est une statue de Peter Anton von Verschaffelt. Elle est située au château Saint-Ange de Rome, en Italie.

## Description et histoire
Cette statue en bronze représente l'archange Michel qui a donné son nom au château Saint-Ange. Œuvre de Peter Anton von Verschaffelt, l'archange est montré remettant son épée dans son fourreau afin de commémorer une vision et événement. En effet, une légende apparue au IXe siècle, au sujet de la grande peste de 590, indique que le pape d'alors, Grégoire Ier, aurait eu une apparition de l'archange, au sommet du château, remettant son épée au fourreau, signifiant ainsi la fin de l'épidémie.
La statue de bronze, créée sur commission de Benoît XIV, remplace depuis 1753 un premier marbre de Raffaello da Montelupo datant de 1544. Cette première statue avait beaucoup souffert du temps.
La tradition consistant à coiffer un édifice d'un être ailé est ancienne : presque tous les édifices du Forum romain étaient couronnés de Victoires ailées.

## Localisation
La statue est située en haut du château Saint-Ange à Rome.

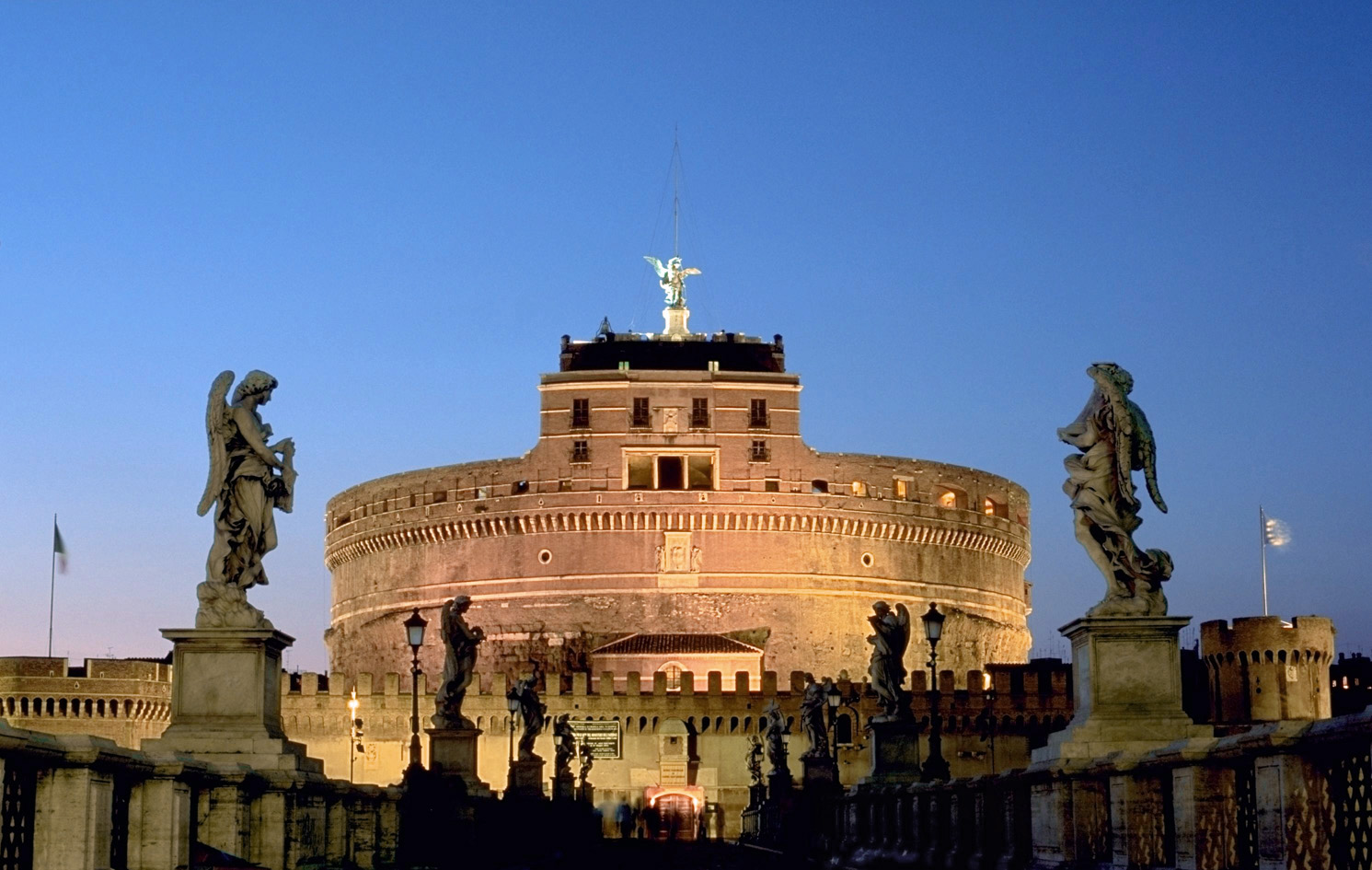
Statue de l'archange saint Michel culminant au-dessus du château Saint-Ange.

## Dans la culture populaire
La statue est notamment citée dans le livre Anges et Démons (2000) et son adaptation cinématographique (2009).